# Jiang Wen
Jiang Wen (Tangshan, 5 de enero de 1963) es un actor, guionista y director chino. 

## Carrera
Como director generalmente se le incluye en el grupo denominado "la sexta generación" que emergió en la década de 1990.
Jiang también es reconocido internacionalmente por su labor tanto como actor como director. Entre sus mayores éxitos se encuentra la película debut de Zhang Yimou Sorgo rojo (1986), o Los demonios en mi puerta, por la que recibió el Gran Premio del Jurado en el Festival de Cannes.
En 2016 interpretó el papel de Baze Malbus en la película de la serie fílmica de Star Wars Rogue One (2016). Es el hermano mayor del también actor Jiang Wu.

## Filmografía

### Cine
| Año  | Título                                              | Papel              | Notas              |
| ---- | --------------------------------------------------- | ------------------ | ------------------ |
| 1986 | The Last Empress 末代皇后                           | Puyi               |                    |
| 1986 | Hibiscus Town 芙蓉镇                                | Qiu Shutian        |                    |
| 1986 | Tears of the Bridal Sedan 花轿泪                    |                    |                    |
| 1987 | Red Sorghum 红高梁                                  |                    |                    |
| 1989 | Chun Tao 春桃                                       | Wen Chiang         |                    |
| 1990 | Black Snow 本命年                                   | Li Huiquan         |                    |
| 1991 | Li Lianying: The Imperial Eunuch 大太监李莲英       | Li Lianying        |                    |
| 1993 | The Trail 大路                                      |                    |                    |
| 1994 | In the Heat of the Sun 阳光灿烂的日子               | Ma Xiaojun         | Director; escritor |
| 1996 | The Emperor's Shadow 秦颂                           | Ying Zheng         |                    |
| 1997 | Keep Cool 有话好好说                                | Vendedor de libros |                    |
| 1997 | The Soong Sisters 宋家皇朝                          | Charlie Soong      |                    |
| 2000 | Devils on the Doorstep 鬼子来了                     | Ma Dasan           | Director; escritor |
| 2002 | The Missing Gun 寻枪                                | Ma Shan            |                    |
| 2003 | Green Tea 绿茶                                      | Chen Mingliang     |                    |
| 2003 | My Father and I 我和爸爸                            |                    |                    |
| 2003 | Warriors of Heaven and Earth 天地英雄               | Li                 |                    |
| 2004 | Jasmine Women 茉莉花开                              | Meng               |                    |
| 2004 | Letter from an Unknown Woman 一个陌生女人的来信     | Xu                 |                    |
| 2007 | The Sun Also Rises 太阳照常升起                     | Tang Yunlin        | Director; escritor |
| 2008 | New York, I Love You 纽约，我爱你                   |                    | Director           |
| 2009 | The Founding of a Republic 建国大业                 | Mao Renfeng        |                    |
| 2010 | Let the Bullets Fly 让子弹飞                        | Zhang Mazi         | Director; escritor |
| 2011 | The Lost Bladesman 关云长                           | Cao Cao            |                    |
| 2014 | Gone with the Bullets 一步之遥                      | Ma Zouri           | Director           |
| 2016 | Rogue One: A Star Wars Story 侠盗一号：星球大战外传 | Baze Malbus        |                    |
| 2018 | Hidden Man 邪不压正                                 | Lan Qingfeng       | Director; escritor |

## Premios y distinciones
Festival Internacional de Cine de Cannes
| Año  | Categoría              | Película                  | Resultado |
| ---- | ---------------------- | ------------------------- | --------- |
| 2000 | Gran Premio del Jurado | Los demonios en mi puerta | Ganador   |